# Urdax
Urdax (em castelhano) ou Urdazubi (em basco) é um município da Espanha na província e comunidade foral (autónoma) de Navarra. Tem 7,75 km² de área e em 2021 tinha 348 habitantes (densidade: 44,9 hab./km²).

## Demografia
| Variação demográfica do município entre 1991 e 2004 | Variação demográfica do município entre 1991 e 2004 | Variação demográfica do município entre 1991 e 2004 | Variação demográfica do município entre 1991 e 2004 |
| --------------------------------------------------- | --------------------------------------------------- | --------------------------------------------------- | --------------------------------------------------- |
| 1991                                                | 1996                                                | 2001                                                | 2004                                                |
| 459                                                 | 420                                                 | 388                                                 | 376                                                 |